# Campionati mondiali di nuoto in acque libere
I campionati mondiali di nuoto in acque libere (World Open Water Swimming Championships) sono stati una manifestazione organizzata dalla FINA che si è tenuta ogni due anni dal 2000 al 2010 negli anni pari.
La rassegna ha assegnato i titoli mondiali della disciplina del nuoto di fondo, o nuoto in acque libere, in alternanza con i Campionati mondiali di nuoto che si disputano negli anni dispari.
Nel gennaio del 2010 il Bureau della FINA ha sancito l'abolizione di tale manifestazione e la creazione di un campionato giovanile. Il nuoto di fondo rimane comunque parte del programma dei Campionati mondiali di nuoto, che dall'edizione 2011 sono l'unica rassegna ad assegnare i titoli mondiali.

## Gare
Il programma della rassegna ha previsto nove gare nelle prime tre edizioni, ridotte a sei nelle successive tre.

Le distanze di gare sono state:
- 5 chilometri
- 10 chilometri
- 25 chilometri

In tutte le edizioni si sono disputate le gare sia maschili che femminili per tutte e tre le distanze. Dal 2000 al 2004 hanno fatto parte del programma anche le gare a squadre miste.

## Edizioni
| No. | Anno | Sede                         | Date                     | Gare | n° atl. | n° naz. |
| --- | ---- | ---------------------------- | ------------------------ | ---- | ------- | ------- |
| I   | 2000 | Honolulu ( Stati Uniti)      | 29 ottobre - 4 novembre  | 9    | 164     | 34      |
| II  | 2002 | Sharm el-Sheikh ( Egitto)    | 23 - 28 settembre        | 9    | 89      | 26      |
| III | 2004 | Dubai ( Emirati Arabi Uniti) | 26 novembre - 2 dicembre | 9    | 90      | 26      |
| IV  | 2006 | Napoli ( Italia)             | 29 agosto - 3 settembre  | 6    | 98      | 29      |
| V   | 2008 | Siviglia ( Spagna)           | 3 - 8 maggio             | 6    | 165     | 41      |
| VI  | 2010 | Roberval ( Canada)           | 15 - 23 luglio           | 6    | 144     | 30      |

## Medagliere complessivo
| Posizione | Paese       |    |    |    | Totale |
| --------- | ----------- | -- | -- | -- | ------ |
| 1         | Russia      | 14 | 12 | 13 | 39     |
| 2         | Germania    | 13 | 4  | 9  | 26     |
| 3         | Italia      | 7  | 10 | 13 | 30     |
| 4         | Paesi Bassi | 5  | 3  | 1  | 9      |
| 5         | Australia   | 3  | 2  | 5  | 10     |
| 6         | Stati Uniti | 2  | 3  | 4  | 9      |
| 7         | Spagna      | 1  | 3  | 1  | 5      |
| 8         | Regno Unito | 0  | 3  | 0  | 3      |
| 9         | Brasile     | 0  | 2  | 1  | 3      |
| 10        | Bulgaria    | 0  | 2  | 1  | 3      |
| 10        | Francia     | 0  | 2  | 1  | 3      |
| 10        | Rep. Ceca   | 0  | 2  | 1  | 3      |
| 13        | Argentina   | 0  | 0  | 1  | 1      |
| 13        | Svizzera    | 0  | 0  | 1  | 1      |